# Coppa del Brasile 1999
La Coppa del Brasile 1999 (ufficialmente in portoghese Copa do Brasil 1999) è stata l'11ª edizione della Coppa del Brasile.

## Formula
Partite a eliminazione diretta con gare di andata e ritorno. In caso di pareggio nei tempi regolamentari, passa la squadra che ha realizzato il maggior numero di gol fuori casa. Nel caso non sia possibile determinare un vincitore con la regola dei gol fuori casa, sono previsti i tiri di rigore.
Nei primi due turni (primo turno e sedicesimi di finale) se la squadra che gioca la prima partita in trasferta vince con 2 o più gol di scarto, è automaticamente qualificata al turno successivo senza dover disputare la gara di ritorno.

## Partecipanti
| Stato               | Squadra (Città)                   | Motivo qualificazione                                   |
| ------------------- | --------------------------------- | ------------------------------------------------------- |
| Acre                | Independência (Rio Branco)        | Vincitore del Campionato Acreano 1998                   |
| Alagoas             | CSA (Maceió)                      | Vincitore del Campionato Alagoano 1998                  |
| Alagoas             | CRB (Maceió)                      | Invito della CBF                                        |
| Amapá               | Ypiranga-AP (Macapá)              | Squadra indicata dalla Federazione calcistica Amapaense |
| Amazonas            | São Raimundo-AM (Manaus)          | Vincitore del Campionato Amazonense 1998                |
| Amazonas            | Nacional-AM (Manaus)              | Invito della CBF                                        |
| Bahia               | Bahia (Salvador)                  | Vincitore del Campionato Baiano 1998                    |
| Bahia               | Vitória (Salvador)                | 2° nel Campionato Baiano 1998                           |
| Bahia               | Camaçari (Camaçari)               | Invito della CBF                                        |
| Ceará               | Ceará (Fortaleza)                 | Vincitore del Campionato Cearense 1998                  |
| Ceará               | Fortaleza (Fortaleza)             | Invito della CBF                                        |
| Distretto Federale  | Gama (Gama)                       | Vincitore del Campionato Brasiliense 1998               |
| Distretto Federale  | Guará (Guará)                     | Invito della CBF                                        |
| Espírito Santo      | Linhares EC (Linhares)            | Vincitore del Campionato Capixaba 1998                  |
| Espírito Santo      | Rio Branco-ES (Vitória)           | Invito della CBF                                        |
| Goiás               | Goiás (Goiânia)                   | Vincitore del Campionato Goiano 1998                    |
| Goiás               | Vila Nova (Goiânia)               | Invito della CBF                                        |
| Maranhão            | Sampaio Corrêa (São Luís)         | Vincitore del Campionato Maranhense 1998                |
| Maranhão            | Moto Club (São Luís)              | Invito della CBF                                        |
| Mato Grosso         | Sinop (Sinop)                     | Vincitore del Campionato Matogrossense 1998             |
| Mato Grosso do Sul  | Ubiratan (Dourados)               | Vincitore del Campionato Sul-Matogrossense 1998         |
| Mato Grosso do Sul  | Comercial-MS (Campo Grande)       | Invito della CBF                                        |
| Minas Gerais        | Cruzeiro (Belo Horizonte)         | Vincitore del Campionato Mineiro 1998                   |
| Minas Gerais        | Atlético Mineiro (Belo Horizonte) | 2° nel Campionato Mineiro 1998                          |
| Minas Gerais        | América-MG (Belo Horizonte)       | Invito della CBF                                        |
| Minas Gerais        | Villa Nova (Nova Lima)            | Invito della CBF                                        |
| Pará                | Paysandu (Belém)                  | Vincitore del Campionato Paraense 1998                  |
| Pará                | Remo (Belém)                      | Invito della CBF                                        |
| Paraíba             | Botafogo-PB (João Pessoa)         | Vincitore del Campionato Paraibano 1998                 |
| Paraíba             | Treze (Campina Grande)            | Invito della CBF                                        |
| Paraná              | Athl. Paranaense (Curitiba)       | Vincitore del Campionato Paranaense 1998                |
| Paraná              | Coritiba (Curitiba)               | 2° nel Campionato Paranaense 1998                       |
| Paraná              | Paraná (Curitiba)                 | Invito della CBF                                        |
| Pernambuco          | Sport Recife (Recife)             | Vincitore del Campionato Pernambucano 1998              |
| Pernambuco          | Porto-PE (Caruaru)                | 2° nel Campionato Pernambucano 1998                     |
| Pernambuco          | Santa Cruz (Recife)               | Invito della CBF                                        |
| Piauí               | Picos (Picos)                     | Vincitore del Campionato Piauiense 1998                 |
| Piauí               | Flamengo-PI (Teresina)            | Invito della CBF                                        |
| Rio de Janeiro      | Vasco da Gama (Rio de Janeiro)    | Vincitore del Campionato Carioca 1998                   |
| Rio de Janeiro      | Flamengo (Rio de Janeiro)         | 2° nel Campionato Carioca 1998                          |
| Rio de Janeiro      | Botafogo (Rio de Janeiro)         | Invito della CBF                                        |
| Rio de Janeiro      | Fluminense (Rio de Janeiro)       | Invito della CBF                                        |
| Rio Grande do Norte | ABC (Natal)                       | Vincitore del Campionato Potiguar 1998                  |
| Rio Grande do Norte | América-RN (Natal)                | Invito della CBF                                        |
| Rio Grande do Sul   | Juventude (Caxias do Sul)         | Vincitore del Campionato Gaúcho 1998                    |
| Rio Grande do Sul   | Internacional (Porto Alegre)      | 2° nel Campionato Gaúcho 1998                           |
| Rio Grande do Sul   | Caxias (Caxias do Sul)            | Invito della CBF                                        |
| Rio Grande do Sul   | Grêmio (Porto Alegre)             | Invito della CBF                                        |
| Rondônia            | Ji-Paraná (Ji-Paraná)             | Vincitore del Campionato Rondoniense 1998               |
| Roraima             | Atlético Roraima (Boa Vista)      | Vincitore del Campionato Roraimense 1998                |
| San Paolo           | San Paolo (San Paolo)             | Vincitore del Campionato Paulista 1998                  |
| San Paolo           | Corinthians (San Paolo)           | 2° nel Campionato Paulista 1998                         |
| San Paolo           | Botafogo-SP (Ribeirão Preto)      | Invito della CBF                                        |
| San Paolo           | Guarani (Campinas)                | Invito della CBF                                        |
| San Paolo           | Palmeiras (San Paolo)             | Invito della CBF                                        |
| San Paolo           | Ponte Preta (Campinas)            | Invito della CBF                                        |
| San Paolo           | Portuguesa (San Paolo)            | Invito della CBF                                        |
| San Paolo           | Santos (Santos)                   | Invito della CBF                                        |
| Santa Catarina      | Criciúma (Criciúma)               | Vincitore del Campionato Catarinense 1998               |
| Santa Catarina      | Avaí (Florianópolis)              | Invito della CBF                                        |
| Santa Catarina      | Figueirense (Florianópolis)       | Invito della CBF                                        |
| Sergipe             | Lagartense (Lagarto)              | Vincitore del Campionato Sergipano 1998                 |
| Sergipe             | Sergipe (Aracaju)                 | Invito della CBF                                        |
| Tocantins           | Interporto (Porto Nacional)       | Vincitore della Copa Tocantins 1998                     |

## Risultati

### Primo turno
Andata 3, 10, 18, 20, 24, 28 febbraio, 3 e 4 marzo 1999, ritorno 18, 20, 21, 24 febbraio, 3, 4, 10 e 11 marzo 1999.
| Squadra 1       | Totale | Squadra 2        | Andata | Ritorno |
| --------------- | ------ | ---------------- | ------ | ------- |
| Ubiratan        | 2-7    | Corinthians      | 0-1    | 2-6     |
| Paysandu        | 4-5    | Botafogo         | 2-3    | 2-2     |
| Ji-Paraná       | 2-4    | Vasco da Gama    | 2-4    | -       |
| Flamengo-PI     | 2-6    | Vitória          | 0-1    | 2-5     |
| Linhares EC     | 0-3    | Atlético Mineiro | 0-3    | -       |
| Porto-PE        | 0-3    | América-MG       | 0-1    | 0-2     |
| São Raimundo-AM | 2-5    | Palmeiras        | 1-2    | 1-3     |
| Sinop           | 0-7    | Santos           | 0-1    | 0-6     |
| Sergipe         | 4-5    | Ponte Preta      | 2-0    | 2-5     |
| CSA             | 0-4    | San Paolo        | 0-4    | -       |
| Independência   | 4-1    | Atlético Roraima | 3-1    | 1-0     |
| Ypiranga-AP     | 4-0    | Picos            | 3-0    | 1-0     |
| CRB             | 2-3    | América-RN       | 1-1    | 1-2     |
| Botafogo-SP     | 1-5    | Bahia            | 1-0    | 0-5     |
| Interporto      | 1-3    | Gama             | 1-3    | -       |
| Moto Club       | 3-6    | Goiás            | 3-2    | 0-4     |
| Treze           | 6-5    | Santa Cruz       | 2-3    | 4-2     |
| Vila Nova       | 2-1    | Ceará            | 2-1    | 0-0     |
| Botafogo-PB     | 4-5    | Flamengo         | 3-3    | 1-2     |
| Lagartense      | 1-3    | Fluminense       | 0-1    | 1-2     |
| ABC             | 4-5    | Grêmio           | 1-2    | 3-3     |
| Camaçari        | 3-2    | Paraná           | 2-0    | 1-2     |
| Comercial-MS    | 1-4    | Criciúma         | 0-1    | 1-3     |
| Fortaleza       | 1-3    | Coritiba         | 1-3    | -       |
| Remo            | 2-4    | Guarani          | 1-1    | 1-3     |
| Sampaio Corrêa  | 1-3    | Athl. Paranaense | 1-3    | -       |
| Nacional-AM     | 0-2    | Sport Recife     | 0-2    | -       |
| Caxias          | 3-7    | Cruzeiro         | 3-2    | 0-5     |
| Figueirense     | 1-2    | Avaí             | 1-2    | 0-0     |
| Rio Branco-ES   | 1-5    | Portuguesa       | 1-1    | 0-4     |
| Villa Nova      | 2-5    | Internacional    | 1-1    | 1-4     |
| Guará           | 1-5    | Juventude        | 1-5    | -       |

### Sedicesimi di finale
Andata 10, 17, 18, 19, 24 e 31 marzo 1999, ritorno 17, 25, 31 marzo, 1, 7 e 8 aprile 1999.
| Squadra 1        | Totale      | Squadra 2        | Andata | Ritorno |
| ---------------- | ----------- | ---------------- | ------ | ------- |
| Ypiranga-AP      | 1-4         | San Paolo        | 1-4    | -       |
| América-RN       | 0-3         | Vasco da Gama    | 0-1    | 0-2     |
| América-MG       | 0-4         | Vitória          | 0-1    | 0-3     |
| Criciúma         | 2-3         | Botafogo         | 2-1    | 0-2     |
| Ponte Preta      | 0-4         | Flamengo         | 0-1    | 0-3     |
| Independência    | 1-3         | Portuguesa       | 1-3    | -       |
| Fluminense       | 3-7         | Juventude        | 3-1    | 0-6     |
| Goiás            | gfc 5-5     | Santos           | 1-2    | 4-3     |
| Guarani          | gfc 1-1     | Sport Recife     | 0-0    | 1-1     |
| Treze            | 4-4 2-4 dcr | Corinthians      | 2-2    | 2-2     |
| Gama             | 0-6         | Palmeiras        | 0-1    | 0-5     |
| Athl. Paranaense | gfc 3-3     | Cruzeiro         | 0-0    | 3-3     |
| Vila Nova        | 4-5         | Grêmio           | 2-1    | 2-4     |
| Bahia            | 2-1         | Atlético Mineiro | 1-1    | 1-0     |
| Avaí             | 2-2 gfc     | Coritiba         | 2-2    | 0-0     |
| Camaçari         | 0-1         | Internacional    | 0-0    | 0-1     |

### Ottavi di finale
Andata 8, 9, 14, 21 e 27 aprile 1999, ritorno 21, 28, 29, 30 aprile e 5 maggio 1999.
| Squadra 1        | Totale | Squadra 2     | Andata | Ritorno |
| ---------------- | ------ | ------------- | ------ | ------- |
| Goiás            | 5-4    | Vasco da Gama | 4-2    | 1-2     |
| Athl. Paranaense | 7-4    | Portuguesa    | 5-2    | 2-2     |
| Vitória          | 4-5    | Palmeiras     | 2-2    | 2-3     |
| San Paolo        | 2-4    | Botafogo      | 1-1    | 1-3     |
| Bahia            | 4-1    | Coritiba      | 3-0    | 1-1     |
| Internacional    | 4-1    | Guarani       | 3-0    | 1-1     |
| Grêmio           | 3-4    | Flamengo      | 1-2    | 2-2     |
| Juventude        | 3-0    | Corinthians   | 2-0    | 1-0     |

### Quarti di finale
Andata 5, 12 e 14 maggio 1999, ritorno 12, 19 e 21 maggio 1999.
| Squadra 1     | Totale      | Squadra 2        | Andata | Ritorno |
| ------------- | ----------- | ---------------- | ------ | ------- |
| Botafogo      | 3-3 4-1 dcr | Athl. Paranaense | 2-1    | 1-2     |
| Juventude     | 4-4 4-1 dcr | Bahia            | 2-2    | 2-2     |
| Internacional | gfc 2-2     | Goiás            | 1-0    | 1-2     |
| Flamengo      | 4-5         | Palmeiras        | 2-1    | 2-4     |

### Semifinali
Andata 26 e 28 maggio 1999, ritorno 4 e 11 giugno 1999.
| Squadra 1 | Totale      | Squadra 2     | Andata | Ritorno |
| --------- | ----------- | ------------- | ------ | ------- |
| Juventude | 4-0         | Internacional | 0-0    | 4-0     |
| Palmeiras | 2-2 2-4 dcr | Botafogo      | 1-1    | 1-1     |

### Finale

#### Andata
| Arbitro: | Rezende de Freitas |

| |            | |
| Fernando 14’ Márcio Mixirica 22’ | Marcatori  | 41’ Bebeto |
| · Émerson P · Marcos Teixeira D · Capone D · Picoli D · Dênis D · Roberto C · Flávio Paiva C · Mabília C · Patrício D · Wallace C · Fernando A · Alcir D · Márcio Mixirica A · Mário Tilico A | Formazioni | · P Wágner · D Fábio Augusto · C Rodrigo · D Sandro 38’ · D Jorge Luiz · D César Prates · C Válber · D Leandro Eugênio · C Reidner · C Caio · D Bandoch · C Sérgio Manoel · A Bebeto · A Zé Carlos |
| Walmir Louruz | Allenatori | Gílson Nunes |

#### Ritorno
| Arbitro: | Pereira da Silva |

| |            | |
| · Wágner P · Fábio Augusto D · Leandro Eugênio D · Bandoch D · Jorge Luiz D · César Prates D · Júnior C · Reidner C · Caio C · Rodrigo C · Sérgio Manoel C · Bebeto A · Felipe Tigrão A · Zé Carlos A | Formazioni | · P Émerson · D Marcos Teixeira · D Índio · D Picoli · D Dênis · C Roberto · C Lauro · C Kiko · C Flávio Paiva · C Mabília · C Gil Baiano · A Maurílio · A Márcio Mixirica · D Alcir |
| Gílson Nunes | Allenatori | Walmir Louruz |

Juventude vincitore della Coppa del Brasile 1999 e qualificato per la Coppa Libertadores 2000.

## Classifica marcatori
| Pos. | Giocatore      | Squadra          | Gol |
| ---- | -------------- | ---------------- | --- |
| 1    | Dejan Petković | Vitória          | 7   |
| 1    | Romário        | Flamengo         | 7   |
| 3    | Lucas          | Athl. Paranaense | 6   |
| 3    | Uéslei         | Bahia            | 6   |
| 3    | Viola          | Santos           | 6   |
| 6    | Aloísio        | Goiás            | 5   |
| 6    | Araújo         | Goiás            | 5   |
| 6    | Capone         | Juventude        | 5   |
| 6    | Christian      | Internacional    | 5   |
| 6    | Paulo Nunes    | Palmeiras        | 5   |
| 6    | Valdo Filho    | Cruzeiro         | 5   |